# 笹野惠
笹野惠（日语：／ Sasano Megumu），日本女編劇。出身於福島縣。早稻田大學畢業。

## 參加作品
粗體字表示劇本統籌作品。

### 電視動畫
2002年
- 魯莽天使（—2003年）

2003年
- 高橋留美子劇場
- 高橋留美子劇場 人魚之森
- 真珠美人魚（—2004年）
- 鼻毛真拳（—2005年）

2004年
- 真珠美人魚Pure
- 麵包超人

2005年
- 藍色潮痕（日语：タイドライン・ブルー）
- 真相之眼
- 哈姆太郎 哈姆哈姆天堂啾！ ※僅第281話。
- 黏黏妖美少女
- 動物橫町（—2006年）

2006年
- 忍者少女！
- 花漾明星KIRARIN（—2008年）

2007年
- Saint October
- 忍者少女!!
- 女優大試煉
- 桃華月憚
- 魔法人力派遣公司（—2008年）

2008年
- 丸少爺

2009年
- 天堂餐館
- 奇奇的異想世界 新的家
- 寶石寵物（—2010年）
- 元氣媽媽（—2012年）

2010年
- 薄櫻鬼
- 薄櫻鬼 碧血錄
- 變身！公主偶像

2012年
- 薄櫻鬼 黎明錄

2013年
- 八犬傳 -東方八犬異聞-

2014年
- 幕末Rock

2015年
- 見習神仙 秘密的心靈（—2018年）

2016年
- 莉露莉露妖精 ～妖精之門～（—2019年）

2017年
- 動畫同好會

2018年
- DAME×PRINCE（日语：DAME×PRINCE）
- 音樂少女

2019年
- 胡蝶綺 ～少年信長～[1]
- ACTORS -Songs Connection-（日语：ACTORS）

2020年
- number24（日语：number24）
- 轉生成女性向遊戲只有毀滅END的壞人大小姐（—2021年）
- 王之逆襲 意志的繼承者（日语：キングスレイド）

2021年
- WAVE!! ～來衝浪吧!!～
- EDENS ZERO
- 精靈幻想記
- 奇妙萌可（—2022年）※Sasano Megumi名義（韓國動畫）。
- 因為不是真正的夥伴而被逐出勇者隊伍，流落到邊境展開慢活人生

2022年
- 4個人各自有著自己的秘密

2024年
- 義妹生活
- 精靈幻想記2[2]
- 唯願來世不相識

2025年
- 黃昏旅店
- 黑岩目高不把我的可愛放在眼裡
- 公爵千金的家庭教師

### OVA
- “文學少女”今日的點心 ～初戀～（2009年）
- “文學少女”回憶篇I -夢想少女的前奏曲-（2010年）

### 廣播劇CD
- 文學少女 渴望死亡的小丑【前篇】（2009年）

### 電視劇
- 風魔小次郎（2007年）
- 夢回綠園（2008年）
- RH陽性（日语：RHプラス）（2008年）